# Gare de Oued Damous
La gare de Oued Damous est une gare ferroviaire algérienne située sur le territoire de la commune de Oued Keberit, dans la wilaya de Souk Ahras.

## Situation ferroviaire
La gare est située dans la localité de Oued Damous, dans le Nord de la commune de Oued Keberit, sur la ligne d'Annaba à Djebel Onk. Elle est précédée de la gare de M'daourouch et suivie de celle de Oued Keberit.

## Service des voyageurs

### Desserte
La gare de Oued Damous est desservie par les trains régionaux de la liaison Annaba - Tébessa.